# Довер-Фокскрофт
Довер-Фокскрофт (англ. Dover-Foxcroft) — небольшой город (таун) в округе Пискатакуис, штат Мэн, США. Является административным центром округа. Согласно данным переписи населения США 2010 года, население города составляет 4213 человек.

## История
Город Довер-Фокскрофт был образован 1 марта 1922 года путём объединения городов Довер и Фокскрофт, разделённых рекой Пискатакуис (Довер находился на южном берегу, а Фокскрофт — на северном).

Довер был основан в 1803 году выходцем из Нью-Гэмпшира Эли Тауном и получил самоуправление 19 января 1822 года. Фокскрофт был основан в конце XVIII века и первоначально назывался Сполдингтаун. 29 феврвля 1812 года город получил самоуправление и название Фокскрофт.

В XIX веке основу экономической структуры Фоксфорта составляли предприятие по производству колбас, мукомольные и лесопильные мельницы, фабрики, производящие двери, оконные переплёты, жалюзи, экипажи и изделия из кожи. В тот же период времени в Довере производили изделия из шерсти, целлюлозу, лесоматериалы и картон.

## География
Город находится в центральной части штата, на берегах реки Пискатакуис, на расстоянии приблизительно 97 километров к северо-северо-востоку (NNE) от Огасты, административного центра штата. Абсолютная высота — 107 метров над уровнем моря.

Согласно данным бюро переписи населения США, площадь территории города составляет 184,36 км², из которых, 175,63 км² приходится на сушу и 8,63 км² (то есть 4,68 %) на водную поверхность.

Климат Довер-Фокскрофта влажный континентальный (Dfb в классификации климатов Кёппена), с морозной, снежной зимой и теплым летом.

## Демография
По данным переписи населения 2010 года в Довер-Фокскрофте проживало 4213 человек (2026 мужчин и 2187 женщин), 1120 семей, насчитывалось 1773 домашних хозяйства и 2459 единиц жилого фонда. Средняя плотность населения составляла около 24 человек на один квадратный километр.

Расовый состав города по данным переписи распределился следующим образом: 95,09 % — белые, 0,21 % — афроамериканцы, 0,59 % — коренные жители США, 2,3 % — азиаты, 0,33 % — представители других рас, 1,47 % — две и более расы. Число испаноязычных жителей любых рас составило 1,42 %.

Из 1773 домашних хозяйств в 26,5 % — воспитывали детей в возрасте до 18 лет, 48,8 % представляли собой совместно проживающие супружеские пары, в 10 % семей женщины проживали без мужей, в 4,3 % семей мужчины проживали без жён, 36,8 % не имели семьи. 30,6 % от общего числа семей на момент переписи жили самостоятельно, при этом 14,5 % составили одинокие пожилые люди в возрасте 65 лет и старше. Средний размер домашнего хозяйства составил 2,27 человека, а средний размер семьи — 2,79 человека.

Население города по возрастному диапазону по данным переписи 2010 года распределилось следующим образом: 21,5 % — жители младше 18 лет, 6,4 % — между 18 и 24 годами, 22,1 % — от 25 до 44 лет, 29,8 % — от 45 до 64 лет и 20,2 % — в возрасте 65 лет и старше. Средний возраст жителей составил 45 лет.

## Известные уроженцы
- Кори Больё (р. 1983) — музыкант, участник американской метал-группы Trivium.